# Tornos hoffmanni
Tornos hoffmanni là một loài bướm đêm trong họ Geometridae.